# Dilla (Sängerin)
Dilla (bürgerlich Amadea Ackermann, * 2001 in Schwerin) ist eine deutsche Sängerin und Songwriterin.

## Leben

### Jugend und Ausbildung
Amadea Ackermann wuchs als Tochter eines Opernsängers und einer US-amerikanischen Mutter auf und verbrachte ihre Kindheit und Jugend in Leipzig und in Bayern. Ihre Eltern wählten ihren Vornamen in Anlehnung an Wolfgang Amadeus Mozart. Sie wurde früh musikalisch gefördert, lernte Gitarre- und Klavierspielen und sang auf Schulkonzerten, in einer Big Band und einer Coverband. Nach einem sechsmonatigen Aufenthalt in Boulder (Colorado) erwarb sie ihr Abitur und begann ein Juniorstudium mit Hauptfach Jazz und Nebenfach Klavier an der Hochschule für Musik und Theater München. Anschließend studierte sie an der Hochschule Macromedia in Freiburg (Breisgau) Musikproduktion. Dieses Studium brach sie ab und zog nach Berlin.

### Musikalische Karriere
Amadea Ackermann schrieb als Amadea ab 2018 zunächst melancholische englischsprachige Alternative-Pop-Songs, die sie selbst als „Sad-Girl-Indie-Mucke“ bezeichnet. 2021 folgte als Dilla ein Stilwechsel hin zu deutschsprachigen Texten, die mit der Neuen Deutschen Welle verglichen werden, wobei ihre einzelnen Lieder sich Elementen verschiedener Genres wie Synthiepop, Pop-Punk, Eurodance und Schlager bedienen. Einige ihrer Lieder produzierte sie zusammen mit emi x, einer Freundin, mit der sie gemeinsam in einer WG in Berlin lebt. 
2023 brachte Dilla ihr erstes Album mit dem Titel Also bin ich heraus, mit dem sie ihre erste Chartplatzierung in Deutschland erreichte. Zum 40-jährigen Jubiläum des Albums 4630 Bochum von Herbert Grönemeyer schuf Dilla mit Grönemeyer eine Neuinterpretation des Hits Männer.

## Diskografie

### Studioalben
| Jahr | Titel Musiklabel             | Höchstplatzierung, Gesamtwochen, AuszeichnungChartsChartplatzierungen (Jahr, Titel, Musiklabel, Platzierungen, Wochen, Auszeichnungen, Anmerkungen) | Anmerkungen                           |
| Jahr | Titel Musiklabel             | DE | Anmerkungen                           |
| ---- | ---------------------------- | --- | ------------------------------------- |
| 2023 | Also bin ich TwoSides (Sony) | DE62 (1 Wo.)DE | Erstveröffentlichung: 6. Oktober 2023 |

### EPs
- 2021: Vier Tage in Berlin (mit TimmyT)
- 2024: Also was jetzt?
- 2025: Dreiundzwanzig

### Singles
als Dilla
- 2021: Mixed Signals (mit emi x)
- 2021: Horoskop (mit emi x und Grether3)
- 2021: unter ihrem dress (mit emi x)
- 2021: photosynthese (mit emi x)
- 2022: Partymaus (mit TimmyT)
- 2022: Mario Kart
- 2022: Erstmal Essen
- 2022: Avenue
- 2022: Mit dir
- 2022: Junge
- 2023: Girls
- 2023: Funkroboter (mit TimmyT und Friedrich Liechtenstein)
- 2023: Star
- 2023: Teen
- 2023: Egal (was passiert)
- 2024: Führerschein
- 2024: Willst du (mit emi x)
- 2024: Männer (#40Bochum) (Herbert Grönemeyer feat. Dilla)
- 2025: Filosofo (mit Crucchi Gang)
- 2025: Mein schönstes Kleid
- 2025: Autopilot

als Amadea
- 2019: Fly Away
- 2019: Birds
- 2021: Elinor
- 2021: Like a Fool
- 2021: Body
- 2021: Lost in Translation
- 2022: Last Time (mit YUMA)
- 2022: Bad Idea (mit Agent Zed und Sistek)

## Trivia
Dillas Lied Erstmal Essen ist Teil der ersten Werbekampagne von Uber Eats (dem Essenslieferdienst des Unternehmens Uber) auf dem deutschen Markt.